# Kangaroo Route

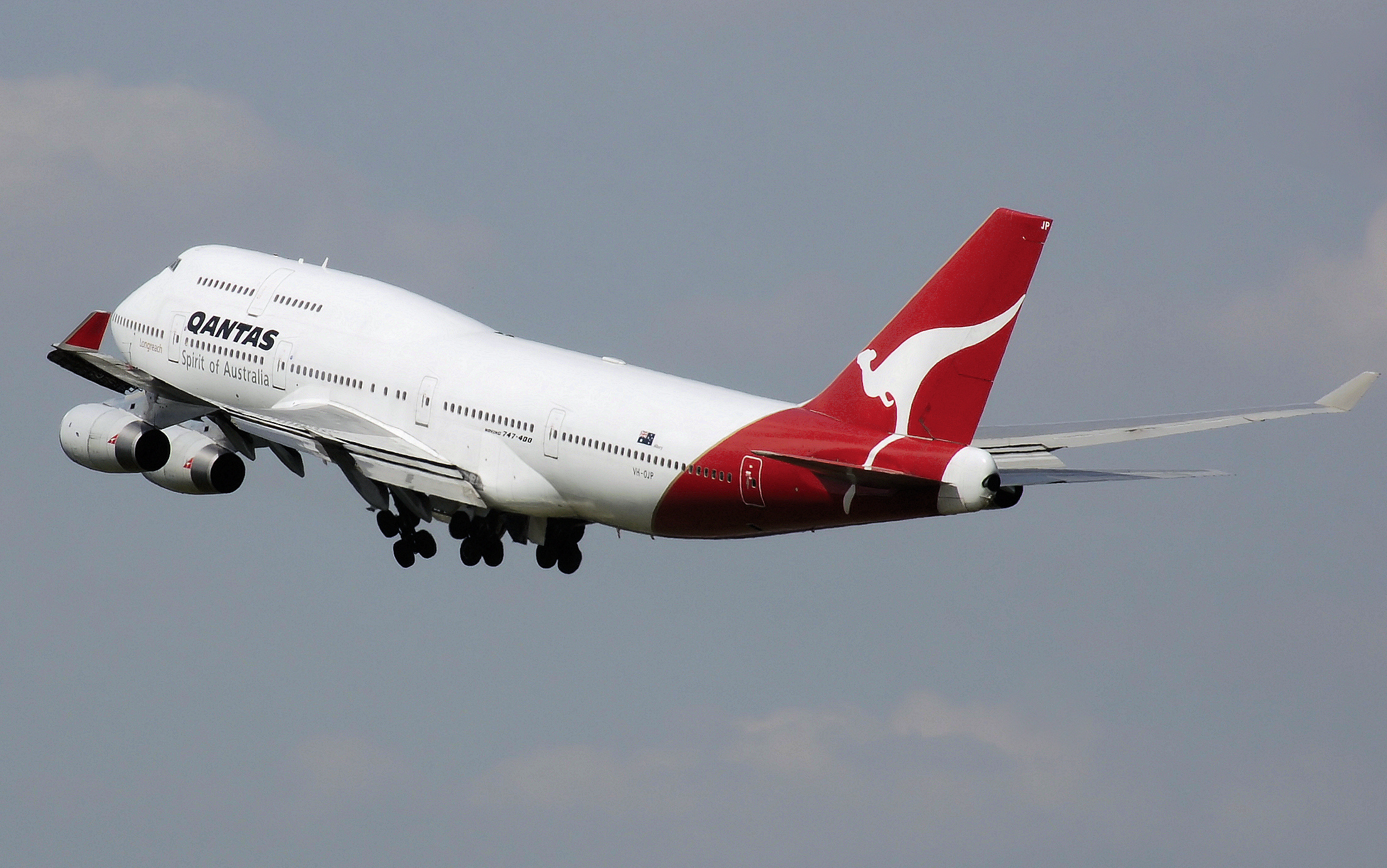
Boeing 747 авіакомпанії Qantas з зображенням кенгуру.

Kangaroo Route (з англ. "шлях кенгуру") традиційно означає рейси авіакомпанії Qantas між Австралією і Великою Британією в східному півкулі.
Термін є торговою маркою Qantas, проте широко використовується в засобах масової інформації та конкурентами.
До 2003 року маршрут обслуговували понад 20 авіакомпаній. Qantas, British Airways і Virgin Atlantic Airways пропонують прямий рейс з посадкою для дозаправлення і тільки з Мельбурну і Сіднея.

## Дореактивна ера
У 1935 році Qantas почала перевозити пасажирів у Сінгапур на літаку De Havilland Express для стикування з рейсом Imperial Airways в Лондон. Перший рейс за маршрутом Лондон — Брисбен відбувся 13 квітня 1935 року. Imperial Airways і Qantas Empire Airways почали польоти за маршрутом протяжністю понад 20 тисяч кілометрів при ціні квитка 195 фунтів стерлінгів. У першому польоті пасажирів, що летіли від початку до кінця, не було — надто завантажені були окремі сегменти. Однак у наступному рейсі таких пасажирів було двоє. Рейси виконувалися щотижня. Час в дорозі становила 12 днів, включаючи переїзд на поїзді з Парижа в Бриндізі.
Рейси BOAC/Qantas з Борнмута в Сідней почалися в травні 1945 р..Спочатку вони виконувалися через Лірмонт, однак після зникнення літака над Індійським океаном в 1946 році посадку на маршруті знову перенесли в Сінгапур. Туристичний гід ABC Guide, випущений у вересні 1947 р., згадує шість рейсів на тиждень з Сіднея до Великої Британії: три на літаку Avro Lancastrian в Лондон тривалістю 77 годин 30 хвилин і три на літаках-амфібія в Пул тривалістю 168 годин 55 хвилин. До лютого 1959 року політ на самому швидкому лайнері Qantas Super Constellation з Сіднея до Лондона займав 63 години 45 хвилин, а рейс BOAC на літаку Bristol Britannia займав 49 годин 25 хвилин. Польоти реактивних літаків (Boeing 707) почалися в кінці жовтня 1959 року; до квітня 1960 року найкоротший політ з Сіднея до Лондона займав 34 години 30 хвилин з вісьмома зупинками.
Qantas вперше почала польоти по «шляху кенгуру» 1 грудня 1947 року Літак Lockheed Constellation перевозив 29 пасажирів і 11 членів екіпажу з Сіднея до Лондона з зупинками в Дарвіні, Сінгапурі, Калькутті, Карачі, Каїрі та Триполі (пасажири ночували в Сінгапурі і Каїрі). Квиток туди-назад коштував 585 фунтів стерлінгів, еквівалент середньої заробітної плати за чотири місяці.
Qantas неодноразово змінювала маршрут, включаючи в нього посадки у Франкфурті, Цюріху, Афінах, Белграді, Римі, Бейруті, Тегерані, Бомбеї та Коломбо.
З січня 1958 року Qantas виконувала польоти з Австралії в Європу в західному напрямку по «шляху кенгуру» і в східному напрямку через США і Тихий океан. In 1964 Третій маршрут в Лондон, запропонований Qantas, проходив через Таїті, Мехіко і Карибське море і називався «Fiesta Route». У 1970-х роках Qantas припинила трансатлантичні польоти і повністю закрила Fiesta Route, однак деякі авіакомпанії, наприклад, Air New Zealand, досі літають з Австралії в Лондон через Західну півкулю.

## Реактивна ера
У вересні 1965 року Qantas почала польоти за маршрутом Куала-Лумпур — Сідней — Лондон. До червня 1969 року на цьому маршруті Qantas пропонувала 11 рейсів у тиждень, що виконуються літаками Boeing 707. Переліт тривав близько 30 годин з 5-6 посадками. BOAC пропонувала дев'ять рейсів на тиждень.
У 1989 році Qantas встановила світовий рекорд дальності для комерційних літаків, коли Boeing 747-400ER виконав безпосадочний переліт з Лондона до Сіднея за 20 годин. Літак був не завантажений, переліт був необхідний для передачі нового літака авіакомпанії.
До 2003 року рейси з Австралії до Великої Британії пропонували близько 20 авіакомпаній, включаючи Air China, Air New Zealand, British Airways, Cathay Pacific, China Airlines, China Eastern Airlines, Emirates, Etihad Airways, Japan Airlines, Korean Air, Malaysia Airlines, Qantas, Thai Airways, Singapore Airlines і Virgin Atlantic.
З 16 січня 2009 на деяких рейсах на «шляху кенгуру» Qantas використовує літаки Airbus A380.